# 小行星59000
小行星59000（59000 Beiguan）是由在中国国家天文台兴隆观测基地进行的北京天文台施密特CCD小行星计划在1998年9月17日发现的主带小行星。
該小行星以北京天文馆的簡稱「北館」命名。